# Seyyed Kalāteh
Seyyed Kalāteh (persiska: سِيِّد كَلاتِه, سِيل كَلا, سدّ کلاته, Sadd-e Kalāteh, سيد کلاته) är en ort i Iran.   Den ligger i provinsen Golestan, i den norra delen av landet, 400 km öster om huvudstaden Teheran. Seyyed Kalāteh ligger 383 meter över havet och antalet invånare är 232.
Terrängen runt Seyyed Kalāteh är bergig åt sydväst, men åt nordost är den kuperad. Runt Seyyed Kalāteh är det ganska tätbefolkat, med 65 invånare per kvadratkilometer. Närmaste större samhälle är Āzādshahr, 15,5 km norr om Seyyed Kalāteh. I omgivningarna runt Seyyed Kalāteh växer i huvudsak blandskog.